# Tayna
Дорунтина Шаља (алб. Doruntina Shala; Призрен, 14. децембар 1996), позната као Tayna, албанска је реперка и певачица са Косова и Метохије. Постала је позната 2018. године, након што је објавила три сингла који су остварили велике успехе. Године 2020. потписала је уговор са дискографском кућом Sony Music.

## Биографија
Рођена је 14. децембра 1996. године у Призрену, у албанској породици. Године 2016. била је на аудицији за Talent X, али није прошла у други круг. Славу је стекла 2020. године када је објавила синглове „Columbiana” и „Shqip”, који су се нашли на врху топ-листа у Албанији. У августу 2018. била је једна од извођача на фестивалу Sunny Hill Festival у Приштини, где су такође наступили Action Bronson, Мартин Гарикс и Дуа Липа. У децембру 2018. објавила је сингл „Aje” са репером Ледријем Вуљом. Истог месеца, проглашена је за личност године од стране телевизијског програма Privé.
У фебруару 2019. године, Шала је објавила сингл под називом Ring Ring, који је достигао осмо место на топ-листи у Албанији. Након тога уследила су два сингла који су се нашли међу првих десет: Kce и Caliente, при чему је други настао у сарадњи са албанским продуцентом Cricket-ом.
У августу исте године, сарађивала је са албанским реперима Lyrical Son и MC Kresha на песми Pasite, која је достигла прво место у Албанији и 155. место на Spotify листи у Швајцарској.
Наредна сарадња са косовско-албанском певачицом Дафином Зећири, на песми Bye Bye, такође је достигла прво место у њеној родној земљи.
Синглови Sicko и Sorry, који су уследили након тога, постигли су запажен успех у Албанији, достигавши друго и тринаесто место на локалним топ-листама, редом.
У јуну 2019. године, Шала је потписала двогодишњи уговор са косовском компанијом за кафу Devolli Corporation.

## 2020–данас: Биполарни поремећај и континуирани успех
У јануару 2020. године, Шала је сарађивала са косовско-албанским репером Мозиком на синглу Edhe ti, који је постигао значајан комерцијални успех у Албанији и на немачком говорном подручју.
У јулу исте године, потписала је уговор о снимању са немачком подружницом издавачке куће Sony Music.  Након Bass, сингл Qe Qe достигао је девето место у Албанији и 45. место у Швајцарској.
У јануару 2021. године објавила је сингл Moona у сарадњи са француско-алжирским репером L'Algérino, који је достигао 83. место у Швајцарској. У јуну 2021. уследила је нова сарадња — сингл Ti harro са немачко-албанским репером Azet.
Истог месеца, Шала је изабрана за заштитно лице летње колекције Playboy x DEF, коју су представили немачка филијала Playboy-а и бренд уличне моде DefShop.
У новембру 2021. године поново је сарађивала са Ледријем Вулом на синглу Hala, који је достигао 55. место на швајцарским топ-листама.
Њен најгледанији видео на YouTube-у је сингл Bye Bye из 2021. године, у сарадњи са Дафином Зећири, који је сакупио преко 84 милиона прегледа.
Песма Heroinat, посвећена албанским женама, објављена је као уводни сингл њеног предстојећег дебитантског албума Bipolar 28. новембра 2021. године, на Дан независности Албаније. Други сингл са албума, OFG, објављен је у децембру исте године.
У јуну 2024. године, Тајна је објавила свој повратнички сингл Si Ai. Песма је постала вирална на ТикТок-у и другим платформама, привукавши нову публику.
Након контроверзног раскида са менаџером, песма је привремено уклоњена са стриминг платформи, али је поново објављена неколико недеља касније након што је постигнут јавно објављен договор између њих двоје.
Сингл Si Ai из 2024. године представља Тајнину најстримованију песму до сада, са преко 67 милиона слушања само на Spotify.

## Уметност
Шалин музички стил се често сврстава у хип-хоп и R&B, иако њена музика обухвата и различите жанрове као што су регетон и денс.
Она је страствена љубитељка књижевности и више пута је истицала своју посвећеност читању и књигама које су имале значајан утицај на њен живот.
Комбинујући жанрове као што су реп-поп, алтернативни R&B, етно-електронска музика и афробит, њен уметнички израз повезује урбану енергију са лирском рањивошћу. Препознатљива је по снажном вокалном присуству, дубини текстова, уметничком усмерењу, визуелном приповедању и духовно надахнутим мелодијама.

## Лични живот
Тајна тренутно живи у Приштини. Течно говори енглески и албански језик, а поседује и напредно знање шпанског и немачког.
Она је оснивачица Фондације Тајна, чији је циљ оснаживање младих и заједница кроз образовање, новинарство, уметност и културу. Године 2025. фондација је донирала више од 25.000 евра за оснивање лабораторије за мобилно новинарство и подкасте на Универзитету у Приштини.
Тајна делује као независна уметница под сопственом издавачком кућом — Пендрагон.

## Дискографија

### Албуми
- (2023)

### EP
- 2025 – Tayna New Year Edition

### синглови
• 2017: Thirri Krejt Shoqet
• 2018: Columbiana (feat. Don Phenom)
• 2018: Shqipe
• 2018: Fake
• 2018: Doruntina
• 2018: Pow Pow
• 2018: Aje (feat. Ledri Vula)
• 2019: Ring Ring
• 2019: Kce
• 2019: Caliente (feat. Cricket)
• 2019: Pasite (feat. Mc Kresha & Lyrical Son)
• 2019: Bye Bye (feat. Dafina Zeqiri)
• 2019 : Sicko
• 2019: Sorry
• 2020: Edhe Ti (feat. Mozzik)
• 2020: A jo
• 2020: Bass
• 2020: QE QE
• 2020: Johnny
• 2021: Moona (feat. L'Algérino)
• 2021: Magdalena (feat. Flori Mumajesi & Cricket)
• 2021: WTF (feat. Ivorian Doll)
• 2021: Ti Harro (feat. Azet)
• 2021: La Boca (feat. L'Algérino)
• 2021: Taka
• 2021: Hala (feat. Ledri Vula)
• 2021: Heroinat
• 2021: OFG
• 2021: Pijetore (feat. Cricket)
• 2022: Sdu me ni (feat. GESKO)
• 2022: Alpha Omega (feat. Marin)
• 2022: Pare (feat. Butrint Imeri & Mozzik)
• 2022: Tequilla (feat. Azet)
• 2022: Valle (feat. Lumi B)
• 2022: Teket
• 2022: Anaconda (feat. Kidda)
• 2023: Merri
• 2023: BIPOLAR [ALBUM]
• 2023: Kalle
• 2023: 4X4 (feat. Rzon & II Ghost & Marin)
• 2023: Xhelozi
• 2023: Crazy Albanian Chick
• 2023: Shqipet 2
• 2023: O Jetë (feat. Ardian Bujupi)
• 2024: UNAZA (feat. Bardhi)
• 2024: Vetëdija
• 2024: Si Ai
•2024 : U Bo Kohe (feat. Noizy & Varrosi)
• 2024: Hotel California (feat. Light)
• 2024: Folem Pak
• 2024: NA 2 (feat. Loredana)
• 2025: Amal
• 2025: Thana
• 2025: Lot (feat. Butrint Imeri)